# بشار سرور
بشار سرور (عربی: بشار سرور؛ زادهٔ ۳۰ نوامبر ۱۹۷۲) بازیکن فوتبال اهل سوریه بود.
از باشگاه‌هایی که در آن بازی کرده‌است می‌توان به باشگاه فوتبال تشرین اشاره کرد.
وی همچنین در تیم ملی فوتبال سوریه بازی کرده‌است.